# Collegio di Preston
Preston è un collegio elettorale situato nel Lancashire, nel Nord Ovest dell'Inghilterra, e rappresentato alla Camera dei comuni del Parlamento del Regno Unito. Elegge un membro del parlamento con il sistema first-past-the-post, ossia maggioritario a turno unico; l'attuale parlamentare è Mark Hendrick del Partito Laburista e Co-Operativo, che rappresenta il collegio dal 2000.

## Membri del parlamento

Preston dal 2010 al 2024

### Dal 1832 al 1950
| Elezione     |                    | Primo deputato             | Primo partito     |                       | Secondo deputato      | Secondo partito |
| ------------ | ------------------ | -------------------------- | ----------------- | --------------------- | --------------------- | --------------- |
| 1832         |                    | Peter Hesketh-Fleetwood    | Conservatore      |                       | Henry Stanley         | Whigs           |
| 1837         |                    | Peter Hesketh-Fleetwood    | Conservatore      | Robert Townley Parker | Conservatore          |                 |
| 1841         |                    | Peter Hesketh-Fleetwood    | Whigs             |                       | Sir George Strickland | Whigs           |
| 1847         | Charles Grenfell   |                            | Whigs             |                       | Sir George Strickland | Whigs           |
| 1852         |                    | Robert Townley Parker      | Conservatore      |                       | Sir George Strickland | Whigs           |
| 1857         |                    | Charles Pascoe Grenfell    | Liberale          |                       | R. A. Cross           | Conservatore    |
| 1862 (S)     | Thomas Hesketh     | Charles Pascoe Grenfell    | Liberale          |                       |                       | Conservatore    |
| 1865         | Thomas Hesketh     |                            | Frederick Stanley | Conservatore          |                       | Conservatore    |
| 1868         | Thomas Hesketh     | Edward Hermon              |                   | Conservatore          |                       | Conservatore    |
| 1872 (S)     | John Holker        | Edward Hermon              |                   | Conservatore          |                       | Conservatore    |
| 1881 (S)     | John Holker        | William Farrer Ecroyd      |                   | Conservatore          |                       | Conservatore    |
| Feb 1882 (S) | Henry Cecil Raikes | William Farrer Ecroyd      |                   | Conservatore          |                       | Conservatore    |
| Nov 1882 (S) | William Tomlinson  | William Farrer Ecroyd      |                   | Conservatore          |                       | Conservatore    |
| 1885         | William Tomlinson  | Robert William Hanbury     |                   | Conservatore          |                       | Conservatore    |
| 1903 (S)     | William Tomlinson  | John Kerr                  |                   | Conservatore          |                       | Conservatore    |
| 1906         |                    | John Thomas Macpherson     | Laburista         |                       | Harold Cox            | Liberale        |
| Gen 1910     |                    | George Stanley             | Conservatore      |                       | Alfred Aspinall Tobin | Conservatore    |
| 1915 (S)     | Urban H. Broughton | George Stanley             | Conservatore      |                       |                       | Conservatore    |
| 1918         |                    | George Stanley             | Conservatore      | Thomas Shaw           | Laburista             |                 |
| 1922         |                    | James Philip Hodge         | Liberale          | Thomas Shaw           | Laburista             |                 |
| 1924         |                    | Alfred Ravenscroft Kennedy | Conservatore      | Thomas Shaw           | Laburista             |                 |
| 1929         |                    | William Jowitt             | Liberale          | Thomas Shaw           | Laburista             |                 |
| 1929 (S)     |                    | William Jowitt             | Laburista         | Thomas Shaw           | Laburista             |                 |
| 1931         |                    | Adrian Moreing             | Conservatore      |                       | William Kirkpatrick   | Conservatore    |
| 1936 (S)     | Edward Cobb        | Adrian Moreing             | Conservatore      |                       |                       | Conservatore    |
| 1940 (S)     | Edward Cobb        | Randolph Churchill         | Conservatore      |                       |                       | Conservatore    |
| 1945         |                    | John William Sunderland    | Laburista         |                       | Samuel Segal          | Laburista       |
| 1946 (S)     | Edward Shackleton  |                            | Laburista         |                       | Samuel Segal          | Laburista       |

### Dal 1983
| Elezione | Elezione    | Deputato      | Partito         |
| -------- | ----------- | ------------- | --------------- |
|          | 1983        | Stan Thorne   | Laburista       |
| 1987     | Audrey Wise |               | Laburista       |
|          | 2000 (S)    | Mark Hendrick | Laburista Co-Op |

## Elezioni

### Elezioni negli anni 2020
| Partito                    | Partito                                      | Candidato                  | Risultati 4 luglio 2024 | Risultati 4 luglio 2024 |
| Partito                    | Partito                                      | Candidato                  | Voti                    | %                       |
| -------------------------- | -------------------------------------------- | -------------------------- | ----------------------- | ----------------------- |
|                            | Laburista Co-Op                              | Mark Hendrick              | 14 006                  | 35,02                   |
|                            | Indipendente                                 | Michael Lavalette          | 8 715                   | 21,79                   |
|                            | Reform UK                                    | James Elliot               | 5 738                   | 14,35                   |
|                            | Conservatore                                 | Trevor Hart                | 5 212                   | 13,03                   |
|                            | Lib Dem                                      | Neil Darby                 | 3 195                   | 7,99                    |
|                            | Verdi                                        | Isabella Metcalf-Riener    | 1 751                   | 4,38                    |
|                            | Indipendente                                 | Yousuf Bhailok             | 891                     | 2,23                    |
|                            | Rejoin EU                                    | Joseph O'Meachair          | 216                     | 0,54                    |
|                            | Alliance for Freedom and Democracy           | David Brooks               | 145                     | 0,36                    |
|                            | UKIP                                         | Derek Kileen               | 124                     | 0,31                    |
|                            |                                              |                            |                         |                         |
| Iscritti                   | Iscritti                                     | Iscritti                   | 77 608                  | 100,00                  |
| ↳ Votanti (% su iscritti)  | ↳ Votanti (% su iscritti)                    | ↳ Votanti (% su iscritti)  | 40 132                  | 51,71                   |
| ↳ Astenuti (% su iscritti) | ↳ Astenuti (% su iscritti)                   | ↳ Astenuti (% su iscritti) | 37 476                  | 48,29                   |
|                            |                                              |                            |                         |                         |
|                            | Esito: collegio confermato a Laburista Co-Op |                            |                         |                         |

### Elezioni negli anni 2010
| Partito                    | Partito                                      | Candidato                  | Risultati 12 dicembre 2019 | Risultati 12 dicembre 2019 |
| Partito                    | Partito                                      | Candidato                  | Voti                       | %                          |
| -------------------------- | -------------------------------------------- | -------------------------- | -------------------------- | -------------------------- |
|                            | Laburista Co-Op                              | Mark Hendrick              | 20 870                     | 61,76                      |
|                            | Conservatore                                 | Michele Scott              | 8 724                      | 25,82                      |
|                            | Brexit                                       | Rob Sherratt               | 1 799                      | 5,32                       |
|                            | Lib Dem                                      | Neil Darby                 | 1 737                      | 5,14                       |
|                            | Verdi                                        | Michael Welton             | 660                        | 1,95                       |
|                            |                                              |                            |                            |                            |
| Iscritti                   | Iscritti                                     | Iscritti                   | 59 672                     | 100,00                     |
| ↳ Votanti (% su iscritti)  | ↳ Votanti (% su iscritti)                    | ↳ Votanti (% su iscritti)  | 33 790                     | 56,63                      |
| ↳ Astenuti (% su iscritti) | ↳ Astenuti (% su iscritti)                   | ↳ Astenuti (% su iscritti) | 25 882                     | 43,37                      |
|                            |                                              |                            |                            |                            |
|                            | Esito: collegio confermato a Laburista Co-Op |                            |                            |                            |

| Partito                    | Partito                                      | Candidato                  | Risultati 8 giugno 2017 | Risultati 8 giugno 2017 |
| Partito                    | Partito                                      | Candidato                  | Voti                    | %                       |
| -------------------------- | -------------------------------------------- | -------------------------- | ----------------------- | ----------------------- |
|                            | Laburista Co-Op                              | Mark Hendrick              | 24 210                  | 68,01                   |
|                            | Conservatore                                 | Kevin Beaty                | 8 487                   | 23,84                   |
|                            | UKIP                                         | Simon Platt                | 1 348                   | 3,79                    |
|                            | Lib Dem                                      | Neil Darby                 | 1 204                   | 3,38                    |
|                            | Verdi                                        | Anne Power                 | 348                     | 0,98                    |
|                            |                                              |                            |                         |                         |
| Iscritti                   | Iscritti                                     | Iscritti                   | 57 787                  | 100,00                  |
| ↳ Votanti (% su iscritti)  | ↳ Votanti (% su iscritti)                    | ↳ Votanti (% su iscritti)  | 35 597                  | 61,60                   |
| ↳ Astenuti (% su iscritti) | ↳ Astenuti (% su iscritti)                   | ↳ Astenuti (% su iscritti) | 22 190                  | 38,40                   |
|                            |                                              |                            |                         |                         |
|                            | Esito: collegio confermato a Laburista Co-Op |                            |                         |                         |

| Partito                    | Partito                                      | Candidato                  | Risultati 7 maggio 2015 | Risultati 7 maggio 2015 |
| Partito                    | Partito                                      | Candidato                  | Voti                    | %                       |
| -------------------------- | -------------------------------------------- | -------------------------- | ----------------------- | ----------------------- |
|                            | Laburista Co-Op                              | Mark Hendrick              | 18 755                  | 56,04                   |
|                            | Conservatore                                 | Richard Holden             | 6 688                   | 19,98                   |
|                            | UKIP                                         | James Barker               | 5 139                   | 15,35                   |
|                            | Verdi                                        | Gemma Christie             | 1 643                   | 4,91                    |
|                            | Lib Dem                                      | Jo Barton                  | 1 244                   | 3,72                    |
|                            |                                              |                            |                         |                         |
| Iscritti                   | Iscritti                                     | Iscritti                   | 59 980                  | 100,00                  |
| ↳ Votanti (% su iscritti)  | ↳ Votanti (% su iscritti)                    | ↳ Votanti (% su iscritti)  | 33 469                  | 55,80                   |
| ↳ Astenuti (% su iscritti) | ↳ Astenuti (% su iscritti)                   | ↳ Astenuti (% su iscritti) | 26 511                  | 44,20                   |
|                            |                                              |                            |                         |                         |
|                            | Esito: collegio confermato a Laburista Co-Op |                            |                         |                         |

| Partito                    | Partito                                      | Candidato                  | Risultati 6 maggio 2010 | Risultati 6 maggio 2010 |
| Partito                    | Partito                                      | Candidato                  | Voti                    | %                       |
| -------------------------- | -------------------------------------------- | -------------------------- | ----------------------- | ----------------------- |
|                            | Laburista Co-Op                              | Mark Hendrick              | 15 668                  | 48,20                   |
|                            | Lib Dem                                      | Mark Jewell                | 7 935                   | 24,41                   |
|                            | Conservatore                                 | Nerissa Warner-O'Neill     | 7 060                   | 21,72                   |
|                            | UKIP                                         | Richard Muirhead           | 1 462                   | 4,50                    |
|                            | Cristiano                                    | George Ambroze             | 272                     | 0,84                    |
|                            | Indipendente                                 | Krishna Tayya              | 108                     | 0,33                    |
|                            |                                              |                            |                         |                         |
| Iscritti                   | Iscritti                                     | Iscritti                   | 62 509                  | 100,00                  |
| ↳ Votanti (% su iscritti)  | ↳ Votanti (% su iscritti)                    | ↳ Votanti (% su iscritti)  | 32 505                  | 52,00                   |
| ↳ Astenuti (% su iscritti) | ↳ Astenuti (% su iscritti)                   | ↳ Astenuti (% su iscritti) | 30 004                  | 48,00                   |
|                            |                                              |                            |                         |                         |
|                            | Esito: collegio confermato a Laburista Co-Op |                            |                         |                         |

### Elezioni negli anni 2000
| Partito                    | Partito                                      | Candidato                  | Risultati 5 maggio 2005 | Risultati 5 maggio 2005 |
| Partito                    | Partito                                      | Candidato                  | Voti                    | %                       |
| -------------------------- | -------------------------------------------- | -------------------------- | ----------------------- | ----------------------- |
|                            | Laburista Co-Op                              | Mark Hendrick              | 17 210                  | 50,50                   |
|                            | Conservatore                                 | Fiona J. Bryce             | 7 803                   | 22,90                   |
|                            | Lib Dem                                      | William R. Parkinson       | 5 701                   | 16,73                   |
|                            | Respect                                      | Michael Lavalette          | 2 318                   | 6,80                    |
|                            | UKIP                                         | Ellen Boardman             | 1 049                   | 3,08                    |
|                            |                                              |                            |                         |                         |
| Iscritti                   | Iscritti                                     | Iscritti                   | 63 347                  | 100,00                  |
| ↳ Votanti (% su iscritti)  | ↳ Votanti (% su iscritti)                    | ↳ Votanti (% su iscritti)  | 34 081                  | 53,80                   |
| ↳ Astenuti (% su iscritti) | ↳ Astenuti (% su iscritti)                   | ↳ Astenuti (% su iscritti) | 29 266                  | 46,20                   |
|                            |                                              |                            |                         |                         |
|                            | Esito: collegio confermato a Laburista Co-Op |                            |                         |                         |

| Partito                    | Partito                                      | Candidato                  | Risultati 7 giugno 2001 | Risultati 7 giugno 2001 |
| Partito                    | Partito                                      | Candidato                  | Voti                    | %                       |
| -------------------------- | -------------------------------------------- | -------------------------- | ----------------------- | ----------------------- |
|                            | Laburista Co-Op                              | Mark Hendrick              | 20 540                  | 56,99                   |
|                            | Conservatore                                 | Graham O'Hare              | 8 272                   | 22,95                   |
|                            | Lib Dem                                      | William Chadwick           | 4 746                   | 13,17                   |
|                            | Indipendente                                 | Bilal Patel                | 1 241                   | 3,44                    |
|                            | Verdi                                        | Richard Merrick            | 1 019                   | 2,83                    |
|                            | Indipendente                                 | David Franklin-Braid       | 223                     | 0,62                    |
|                            |                                              |                            |                         |                         |
| Iscritti                   | Iscritti                                     | Iscritti                   | 73 254                  | 100,00                  |
| ↳ Votanti (% su iscritti)  | ↳ Votanti (% su iscritti)                    | ↳ Votanti (% su iscritti)  | 36 041                  | 49,20                   |
| ↳ Astenuti (% su iscritti) | ↳ Astenuti (% su iscritti)                   | ↳ Astenuti (% su iscritti) | 37 213                  | 50,80                   |
|                            |                                              |                            |                         |                         |
|                            | Esito: collegio confermato a Laburista Co-Op |                            |                         |                         |

## Risultati dei referendum

### Referendum sulla permanenza del Regno Unito nell'Unione europea del 2016
|             | Collegio | Lasciare UE % | Rimanere in UE % |
| ----------- | -------- | ------------- | ---------------- |
|             | Preston  | 56,8%         | 43,2%            |
| Inghilterra | 53,3%    | 46,7%         |                  |
| Regno Unito | 51,9%    | 48,1%         |                  |